# Francesco Todaro (1864-1950)
Francesco Todaro (Cortale, 17 febbraio 1864 – Roma, 10 gennaio 1950) è stato un agronomo e politico italiano.
Fu senatore del Regno d'Italia nella XXIX legislatura.

## Biografia
Professore ordinario di Agricoltura e poi Direttore della Scuola superiore agraria di Bologna, nel gennaio 1931 divenne membro del Consiglio di amministrazione della stessa Scuola superiore. Fu inoltre Direttore dell'istituto di cerealicoltura di Bologna.

Fu anche membro del Consiglio Nazionale delle Ricerche, fondatore della Società bolognese dei produttori delle sementi selezionate e membro del Comitato generale romano di soccorso "Pro Calabria e Sicilia".
Fu sostenitore del miglioramento genetico delle colture attraverso la "selezione genealogica", che veniva applicata su colture esistenti. Suo rivale fu Nazareno Strampelli, sostenitore dell'ibridazione. Tra i due studiosi nacque un dibattito - dai toni rispettosi e civili - che si protrasse fino agli anni venti. Nel 1940 Todaro ammise i successi di Strampelli con grande onestà scientifica e intellettuale.
Massone, non si sa dove e quando fu iniziato, ma il 10 luglio 1912 fu affiliato Maestro massone nella loggia Otto agosto di Bologna.